# HD159669
HD159669 — хімічно пекулярна зоря спектрального класу
A3 й має видиму зоряну величину в смузі V приблизно 9,6.